# ماتئو روگری
متئو روگری (انگلیسی: Matteo Ruggeri؛ زادهٔ ۱۱ ژوئیهٔ ۲۰۰۲) بازیکن فوتبال اهل ایتالیا است که در پست دفاع چپ برای باشگاه اتلتیکو مادرید بازی می‌کند.
وی همچنین در تیم‌های ملی فوتبال زیر ۱۷ سال ایتالیا، زیر ۱۸ سال ایتالیا، و زیر ۱۹ سال ایتالیا بازی کرده‌است.